# Cuatro Vientos (station)
Cuatro Vientos is een metrostation in het stadsdeel Latina van de Spaanse hoofdstad Madrid. Het station werd geopend op 11 april 2003 en wordt bediend door lijn 10 van de metro van Madrid.